# New Year (Rose)
Die Rosensorte ‘New Year’ (syn. ‘Arcadian’ (in Großbritannien), ‘MACnewye’) ist eine orange bis goldgelb gefärbte Floribundarose, die von Samuel Darragh McGredy IV 1982 in Neuseeland eingeführt wurde. Gezüchtet wurde die Rose aus einer Kreuzung der orangen Floribundarose ‘Mary Sumner’ und einem Sämling, der aus der gelborange geflammten Teehybride ‘Yellow Pages’ und der gelben Teehybride ‘Kabuki’ gezogen wurde.

## Ausbildung
Die hohe, aufrecht wachsende Rose ‘New Year’ bildet einen kleinen, kompakten Strauch aus. Die Rosenpflanze wird etwa 75 bis 130 cm hoch und 60 cm breit.
Die einzeln, mitunter auch büschelartig angeordneten leuchtend orange bis goldgelben Blüten aus 20 bis 25 gebogenen Petalen und großen, glänzenden, dunkelgrünen Blättern zeichnen sich durch einen leichten, fruchtigen Duft aus. Im späteren Blütenstadium verblassen die Farben beginnend von den Blütenrändern zu einem zarten Rosa. Aufgrund der großen gefüllten bis dichtgefüllten, in der Mitte aufragenden Blüten werden die Rosen im anglophonen Sprachraum als Grandiflora gezeichnet.
Die ‘New Year’ gedeiht an einem sonnigen Standort auf einem tiefgründigen Boden ohne Staunässe. Die remontierende Rose ist nur mäßig winterhart (USDA-Klimazone 6b und wärmer) und resistent gegenüber den bekannten Rosenkrankheiten. Bei heißem Wetter neigt sie zum schnellen Auf- und Verblühen.
Die Rose eignet sich zur Bepflanzung von Blumenrabatten, Bauerngärten und Pflanzgefäßen. Die Rose ‘New Year’ findet auch Verwendung in der Floristik als Schnittblume. Im Jahr 1995 wurde ein rankender Sport der Rose mit 6 bis 14 Petalen von Joe Burks entdeckt.
Die Rose ‘New Year’ wurde 1987 neben den Rosensorten ‘Bonica’ und ‘Sher Bloss’ mit dem Prädikat  All-American Rose Selection ausgezeichnet.

## Hybriden

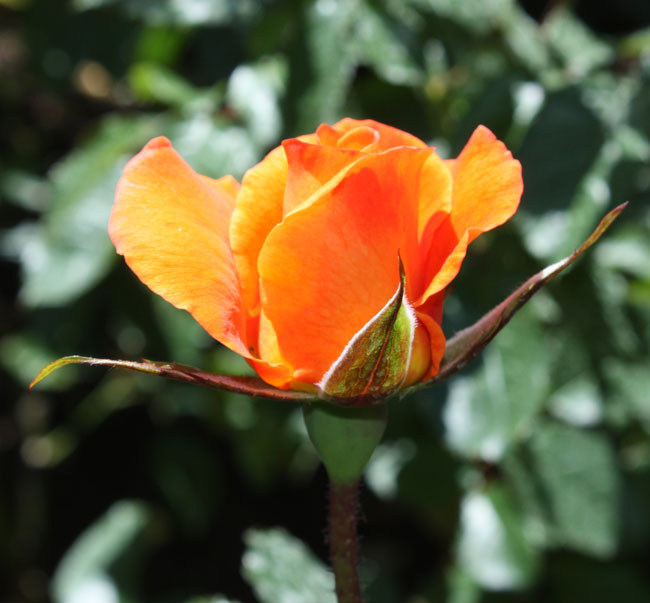
Knospe der Rose 'New Year'

Die Rosensorte ‘New Year’ besitzt mehrere Hybride: unter anderem die pinkfarbene Floribundarose ‘Sweet Gesture’ (1986), die apricotfarbene Floribundarose ‘Matawhero Magic’, die apricotfarbene Miniaturrose ‘Peach Fuzz’ (1990), die zweifarbig gelb-orange geflammte Strauchrose  ‘Oranges 'n' Lemons’ (Syn. ‘Pagagena’, 1994), die apricotfarbene Teehybride ‘Barossa Dream’ (1995), die orange-pinkfarbene Teehybride ‘The Backpackers Rose’ (1997), die gelb-orange geflammte Teehybride ‘Pandemonium’ (1988), die orange-farbene Miniaturrose ‘Little Flame’ (1998) sowie die rosa-weiße Teehybride ‘Gemini’ (1999).